# روبی استوکس
روبی استوکس (انگلیسی: Ruby Stokes؛ زادهٔ ۴ سپتامبر ۲۰۰۰) بازیگر اهل بریتانیا است. او بیشتر برای نقش‌آفرینی در مجموعه‌های تلویزیونی لاک‌وود و شرکا و دختران سوزان محصول نتفلیکس و پارامونت پلاس در سال ۲۰۲۳ و همچنین مجموعه درام اسکله از شبکه بی‌بی‌سی وان در سال ۲۰۲۴ شناخته می‌شود. استوکس در دو فصل نخست مجموعه بریجرتون از نتفلیکس (۲۰۲۰-۲۰۲۲) در نقش فرانچسکا بریجرتون ایفای نقش کرد. او در فیلم‌های اونا (۲۰۱۶)، راک‌ها (۲۰۱۹) و ضیافت بازی کرده است. در سال ۲۰۲۳، او از سوی نشریهٔ اسکرین اینترنشنال به عنوان یکی از «ستارگان فردای سینما» معرفی شد.

## اوایل زندگی
روبی استوکس اهل هکنی در شرق لندن، انگلستان است. او دو برادر کوچک‌تر به نام‌های کلمنت و ست دارد که هر دو در مجموعه تلویزیونی آنجلا بلک از شبکه آی‌تی‌وی ظاهر شده‌اند. استوکس در مدرسه بریت تحصیل کرده و دوره‌هایی را در تئاتر جوانان ایزلینگتون گذرانده است. او همچنین عضو سیرک جوانان لندن بوده‌است که زیرمجموعهٔ مرکز ملی هنرهای سیرک بریتانیا است.